# Nordfjordeid
Nordfjordeid – miejscowość w zachodniej Norwegii w regionie Sogn og Fjordane, w gminie Eid, której jest siedzibą. Według spisu ludności 2016 miejscowość tę zamieszkuje 1443 osób. Leży nad brzegami fiordu Eidsfjord, odnogi Nordfjord, w okolicach jeziora Hornindalsvatnet. Najbliżej położonym dużym miastem jest oddalone o około 100 km na południe Ålesund. Dojazd samochodem z oddalonego o około 475 km na południowy wschód Oslo zajmuje blisko 7 godzin.
Głównym atrakcjami Nordfjordeid są Geirangerfjord, lodowiec Briksdalen i ośrodek narciarski Harpefossen Ski Resort Corocznie odbywa się Malakoff Rock Festival.
Z Nordfjordeid pochodzi Marianne Kjørstad, norweska narciarka alpejska.

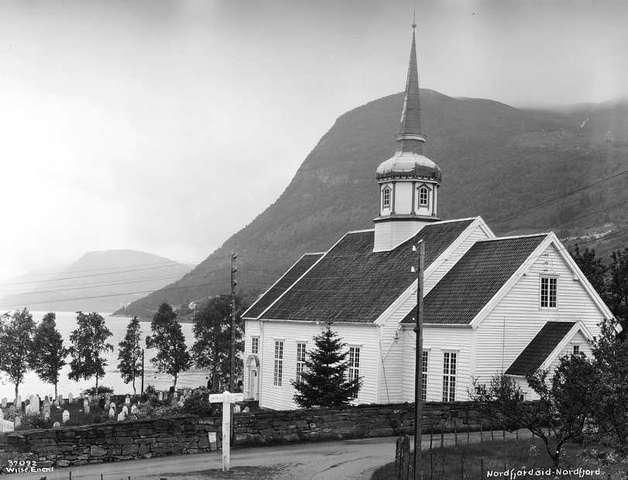
Kościół w Nordfjordeid
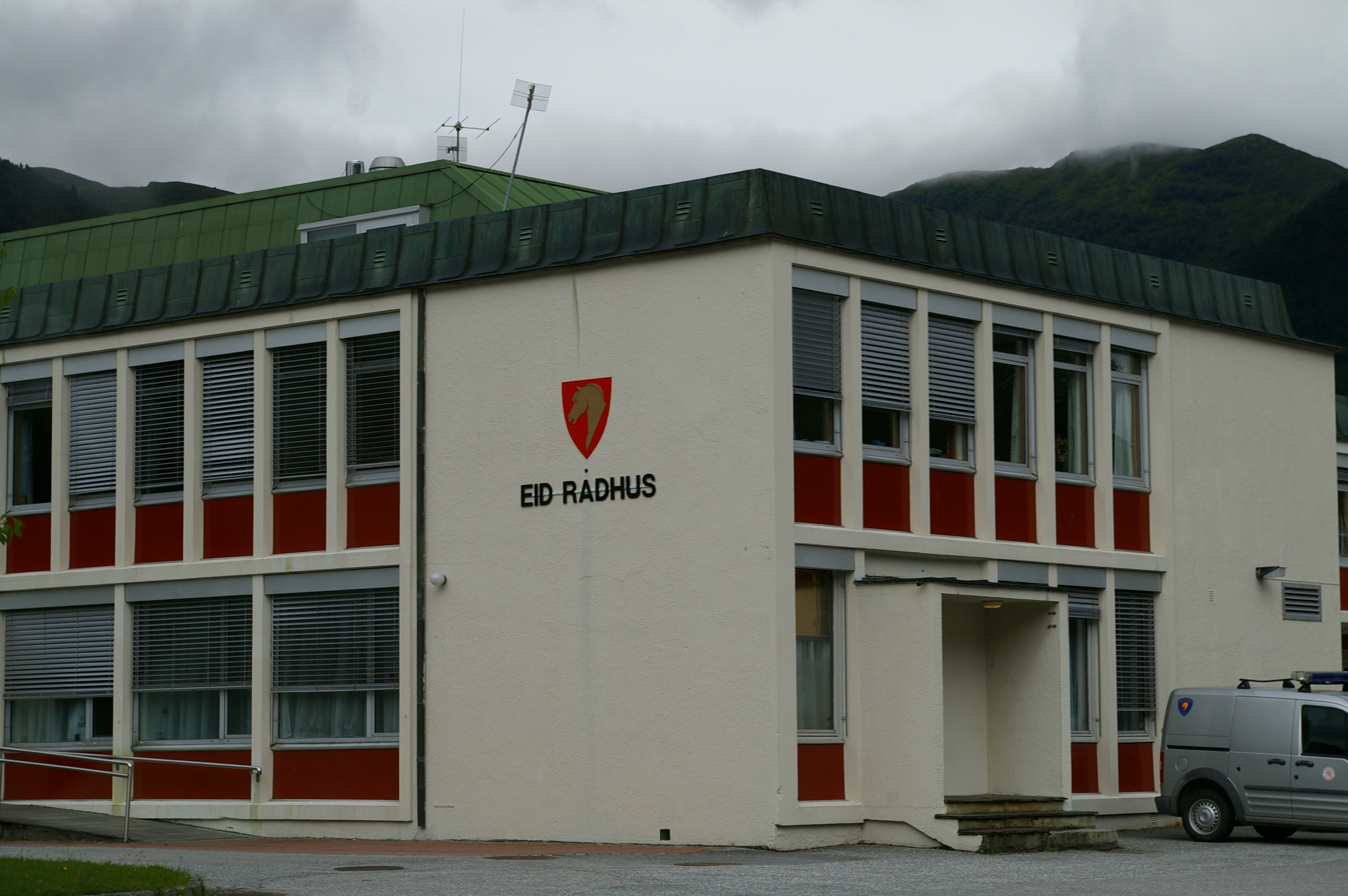
Ratusz w Nordfjordeid
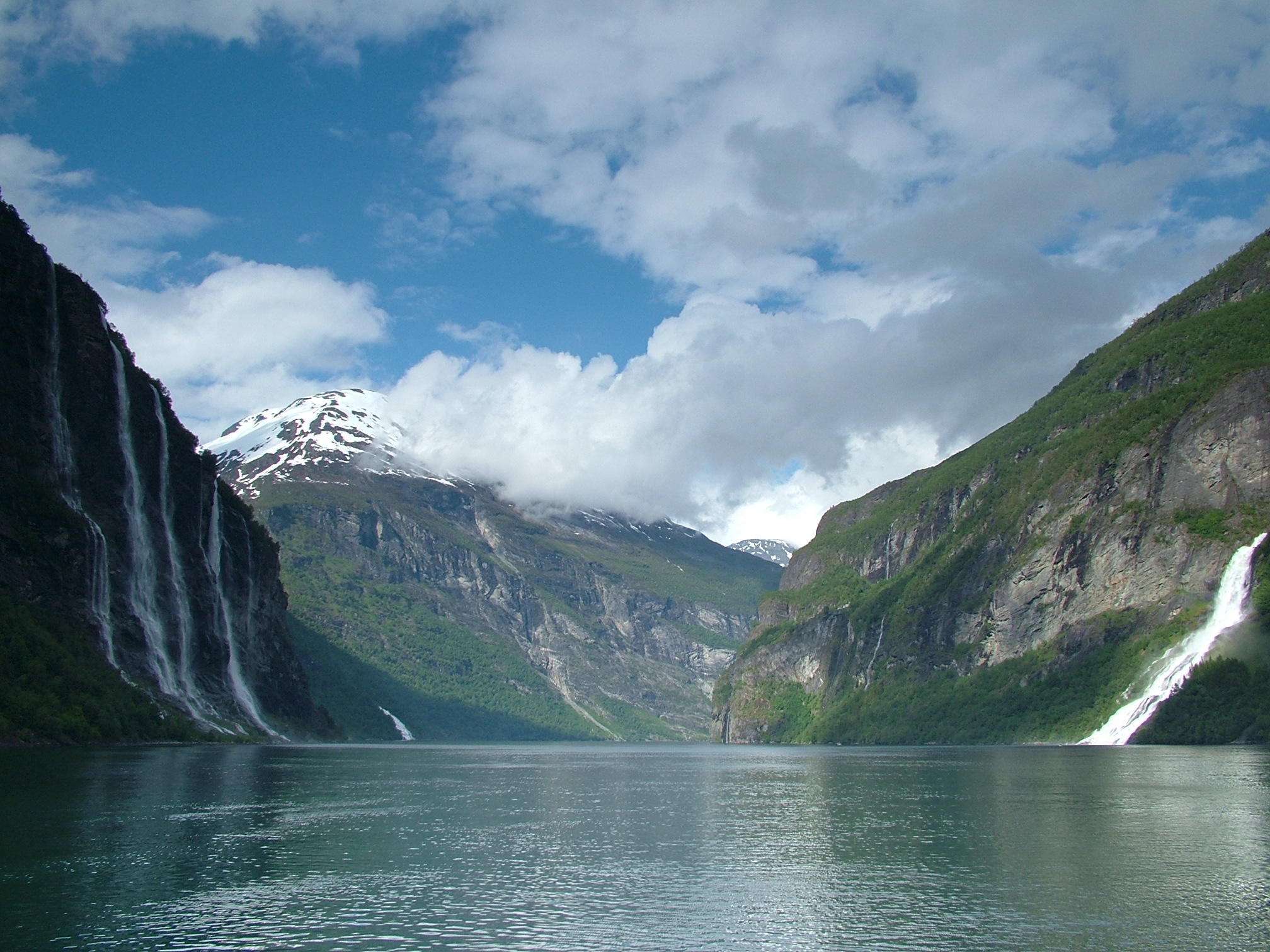
Geirangerfjord